# 長毛毛管蚜
長毛毛管蚜（学名：[Mollitrichosiphum tenuicorpus] 错误：{{Lang}}：文本有斜体标记（帮助））为毛管蚜科後毛管蚜屬下的一个种。